# Tango de pista

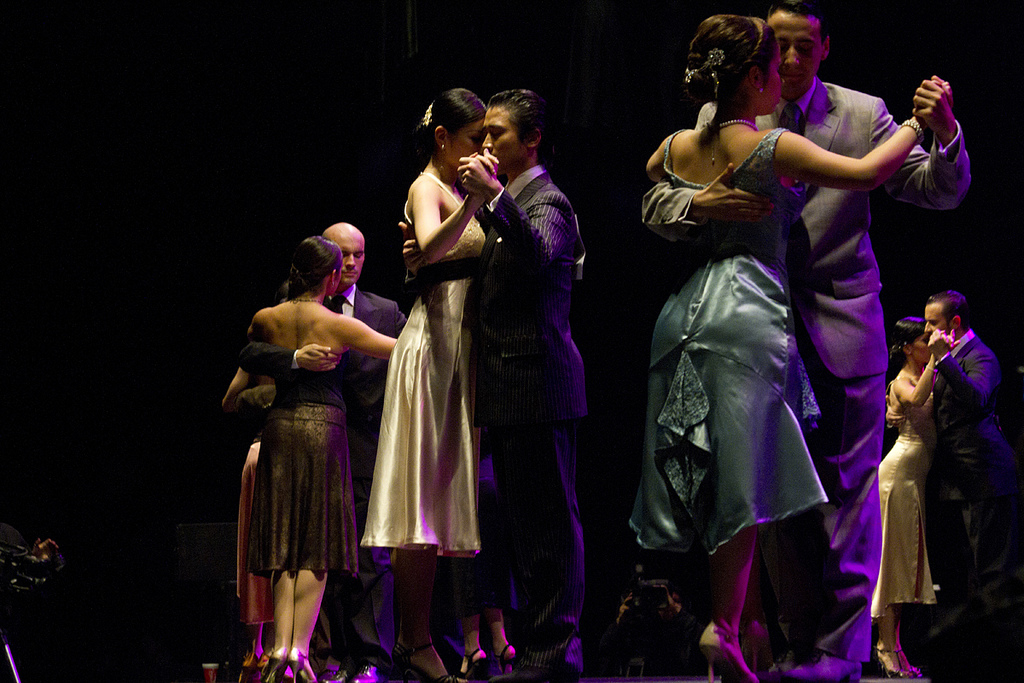
La modalidad tango de pista se caracteriza por preservar el estilo tanguero popular no estando permitido romper el abrazo ni saltar. Se baila en rondas de varias parejas, que no eligen la música.

Tango de pista, también conocido como tango de salón, es una modalidad de baile del argentino-uruguayo tango y una categoría en las competencias de baile de tango. Se caracteriza por ajustarse más estrictamente al estilio propio y popular del tango, en especial mediante la preservación estricta del abrazo y el "tango caminado", sin saltos ni figuras acrobáticas.
Es una de las dos categorías competitivas -la otra es el tango escenario- en el Campeonato Mundial de Baile de Tango. En esta competencia, a partir de 2013 se denomina tango de pista, modificando la denominación anterior de tango de salón.

## Características
La categoría tango de pista (antes denominado tango de salón) busca recrear las condiciones y modalidades en las que se baila popularmente el tango en los salones bailables.
En el Campeonato Mundial de Baile de Tango se desarrolla en grupos de 10 parejas que bailan simultáneamente. La música es elegida por los organizadores sin aviso a los participantes. Las parejas deben ubicarse en ronda y girar en sentido contrario al reloj. La competencia consta de cuatro rondas en las que se danzan tres canciones por ronda. A la etapa final del campeonato llegan 40 parejas.
Esta modalidad busca respetar las características esenciales de la danza de tango y establece reglas coregráficas más estrictas que modalidad tango escenario:
- El abrazo no puede romperse mientras dura la música, entendiéndose por abrazo que uno de los bailarines debe estar siempre "contenido" por el abrazo del otro integrante, en un sentido elástico;
- Están prohibido los saltos;
- La vestimenta no es tomada como parámetro de calificación.[2]

Por reglamento, el jurado está obligado a calificar teniendo principalmente "en cuenta la musicalidad, la conexión entre la pareja y la elegancia en el andar". En esta modalidad es fundamental la improvisación y la utilización de las figuras coreográficas populares (cortes, quebradas, corridas, barridas, sacadas al piso, enrosques, etc.).

## Campeones
Los campeones mundiales en la categoría tango de pista han sido:
| Campeonatos Mundiales de Baile de Tango - Categoría Pista | Campeonatos Mundiales de Baile de Tango - Categoría Pista   | Campeonatos Mundiales de Baile de Tango - Categoría Pista | Campeonatos Mundiales de Baile de Tango - Categoría Pista | Campeonatos Mundiales de Baile de Tango - Categoría Pista |
| Edición                                                   | Campeones                                                   | Ciudad                                                    | País                                                      |                                                           |
| --------------------------------------------------------- | ----------------------------------------------------------- | --------------------------------------------------------- | --------------------------------------------------------- | --------------------------------------------------------- |
| I Edición 2003                                            | Gabriela Sanguinetti y Enrique Usales                       | Buenos Aires                                              | Argentina                                                 |                                                           |
| II Edición 2004                                           | Osvaldo Cartery y Luisa Inés de Cartery                     | Lanús                                                     | Argentina                                                 |                                                           |
| III Edición 2005                                          | María Ximena Gallicchio y Sebastián Achaval                 | Azul (Buenos Aires)                                       | Argentina                                                 |                                                           |
| IV Edición 2006                                           | Natacha Poberaj y Fabián Peralta                            | Buenos Aires                                              | Argentina                                                 |                                                           |
| V Edición 2007                                            | Dante Ezequiel Sánchez e Ines Muzzopappa                    | Comodoro Rivadavia                                        | Argentina                                                 |                                                           |
| VI Edición 2008                                           | Cristina Sosa y Daniel Nacucchio                            | Buenos Aires                                              | Argentina                                                 |                                                           |
| VII Edición 2009                                          | Hiroshi Yamao y Kioko Yamao                                 | Tokio                                                     | Japón                                                     |                                                           |
| VIII Edición 2010                                         | María Inés Bogado y Sebastian Ariel Jiménez                 | Buenos Aires                                              | Argentina                                                 |                                                           |
| IX Edición 2011                                           | Diego Julian Benavidez Hernández y Natasha Agudelo Arboleda | Cali                                                      | Colombia                                                  |                                                           |
| X Edición 2012                                            | Paola Florencia Sanz y Facundo de la Cruz Gómez Palavecino  | Buenos Aires                                              | Argentina                                                 |                                                           |
| XI Edición 2013                                           | Jesica Arfenoni y Maximiliano Cristiani                     | Buenos Aires                                              | Argentina                                                 |                                                           |
| XII Edición 2014                                          | Sebastián Acosta y Lorena González Catáneo                  | Buenos Aires                                              | Argentina                                                 |                                                           |
| XIII Edición 2015                                         | Jonathan Saavedra y Clarisa Aragón                          | Buenos Aires                                              | Argentina                                                 |                                                           |
| IX Edición 2016                                           | Melisa Sacchi y Cristian Palomo                             | Banfield , Provincia de Buenos Aires                      | Argentina                                                 |                                                           |